# William Henry Bullock
William Henry Bullock (ur. 13 kwietnia 1927 w Maple Lake, zm. 3 kwietnia 2011 w Madison) – amerykański duchowny katolicki, biskup pomocniczy archidiecezji Saint Paul i Minneapolis w latach 1980 – 1987, biskup ordynariusz diecezji Des Moines w latach 1987 – 1993, a w latach 1993 – 2003 biskup ordynariusz diecezji Madison. Od 2003 biskup senior.
Święcenia kapłańskie otrzymał 7 lipca 1952
3 lipca 1980 papież Jan Paweł II mianował go biskupem pomocniczym archidiecezji Saint Paul i Minneapolis ze stolicą tytularną Natchesium. Sakry udzielił mu 12 października 1980 arcybiskup John Robert Roach. 10 lutego 1987 papież Jan Paweł II przeniósł go na stanowisko biskupa ordynariusza diecezji Des Moines. Ingres odbył 2 kwietnia 1987 roku. 13 kwietnia 1993 tenże sam papież przeniósł go na stanowisko biskupa ordynariusza diecezji Madison. Ingres do katedry w Madison odbył 14 lipca tegoż roku. 23 maja 2003 roku Jan Paweł II przyjął jego rezygnację z pełnionego urzędu w związku z ukończeniem 75 lat.